# Suite bergamasque

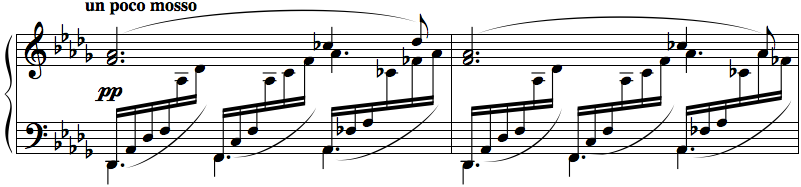
Fragment Clair de lune, trzeciej części Suite bergamasque

Suite bergamasque (fr. sɥit bɛʀgamask) – suita fortepianowa Claude’a Debussy’ego.
Tytuł pochodzi najpewniej od wiersza Paula Verlaine’a Clair de lune (Światło księżyca), w którym wspomniany jest taniec bergamaska. Suita została napisana w 1888, lecz wydana dopiero w 1905 roku. Składa się z czterech części:
1. Prélude
2. Menuet
3. Clair de lune
4. Passepied

Preludium – pełniące funkcję wstępu – napisane jest w tonacji F-dur, w tempie rubato i zawiera wiele kontrastów dynamicznych oraz agogicznych. Menuet jako historyczne ogniwo taneczne – nawiązuje do muzyki barokowej, zwłaszcza popularnych wówczas suit, w skład których często wchodził. Najsłynniejsza część, Clair de lune, utrzymana jest w dynamice pianissimo. Ostatnia część Passepied jest żywym (allegretto ma non troppo) tańcem bretońskiego pochodzenia.
Clair de lune – najsłynniejsza część całej suity, często grywana jako samodzielny utwór – uważane jest za manifest impresjonizmu w muzyce i jest jedną z najpopularniejszych kompozycji Debussy’ego. Pojawia się m.in. w filmach Fantazja, Ocean’s eleven, Pokuta, Siedem lat w Tybecie, Frankie i Johnny, Zmierzch, Twórca, Previously Saved Version.